# Народное чтение
Наро́дное чте́ния (укр. Народне читання) — російський журнал ліберального напряму, що виходив у 1859-1861 рр. в Петербурзі. Редакторами його були О. Оболонський і Г. Щербаков. У 1859 році у цьому журналі було опубліковано твори Тараса Шевченка «Не вернувся із походу» у перекладі О. Плещеєва, а також «Один другого питаєм» — в оригіналі і з перекладом М. Курочкіна.